# Деркач Марія Дем'янівна

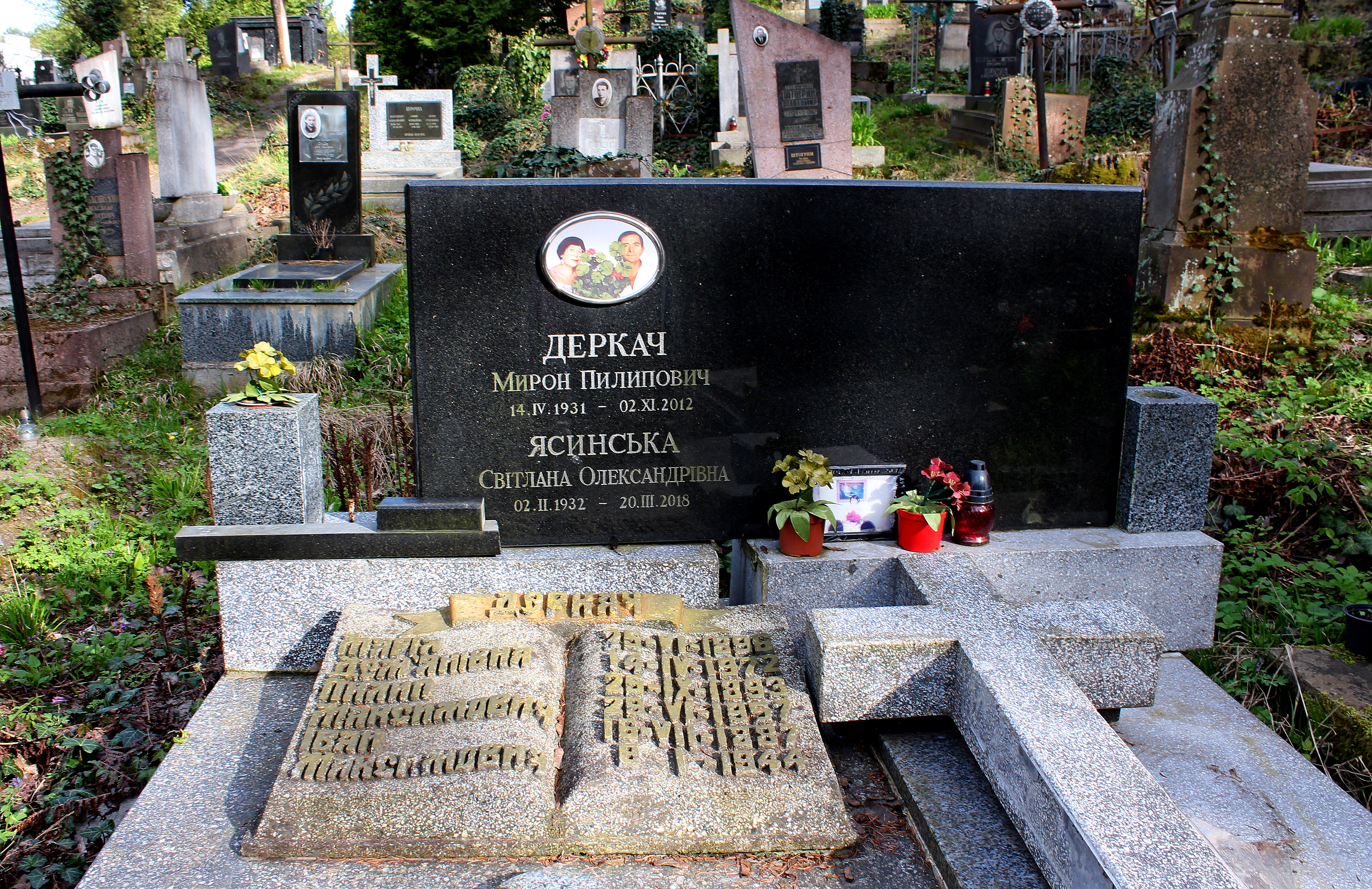
Могила Марії Деркач

Марі́я Дем'я́нівна Фуртак (у шлюбі Дерка́ч, *25 червня 1896, містечко Струсів — сучасний Теребовлянський район — 14 квітня 1972, Львів) — українська літературознавиця, дослідниця Лесі Українки, перекладачка з чеської та бібліотекарка. Ініціаторка видання збірок творів Лесі Українки та збереження її архівів.

## Життєпис
Походить з родини народного вчителя Дем'яна Фуртака. Закінчила Перемиську гімназію, 1926 року — філософський факультет Празького університету. Того року захистила дисертацію, докторка філософії.
В 1930-х роках займається лесезнавством, публікує багато розвідок з життя Лесі Українки та родини. Ретельною працею підготовлені до друку багато невідомих творів маловідомих творів видатної поетки.
Після приходу радянської влади 1939 р. завідувала рукописним відділом бібліотеки АН УРСР у Львові.
В часі Другої світової війни зуміла зберегти архіви Івана Франка та врятувати від вивезення архівну спадщину Лесі Українки.
З 1951 року працювала науковою співробітницею в Інституті літератури АН УРСР.
1954 року перейшла в Інститут суспільних наук у Львові.
Займалася дослідженням життя і творчості Лесі Українки, брала участь у наукових виданнях її творів.
Є авторкою праць про творчість І. Франка, М. Павлика, О. Кобилянської.
Брала діяльну участь у підготовці до друку двадцятитомника І. Франка та п'ятитомного видання творів Лесі Українки — том 4, «Художні переклади. Статті», 1954, том 5, «Листи», 1956.
Ініціаторка та одна з головних співавторів 3 томів збірника «Леся Українка. Публікації. Статті. Матеріали».
Разом з чоловіком П. М. Деркачем створила «Короткий словник синонімів української мови».
Дочка — Олександра Деркач — заслужена діячка мистецтв України.
Похована на 65 полі Личаківського цвинтаря.